# Костанайский областной казахский театр драмы имени И. Омарова
Костанайский областной казахский ютеатр драмы им. И. Омарова — один из молодых театров Казахстана. Театр был открыт 14 сентября 2000 года при активной поддержке первого президента Казахстана Н. А. Назарбаева.

## История
В 2000 году в рамках года поддержки культуры был создан Костанайский областной казахский драматический театр. По инициативе Президента Республики Казахстан Нурсултана Назарбаева театру присвоено имя государственного и общественного деятеля Казахстана Ильяс Омарова. 14 сентября 2000 года Президент Нурсултан Назарбаев присутствовал на официальном открытии театра и посмотрел пьесу Абиша Кекилбаева «Абылай хан». Для становления и творческого развития театра были приглашены опытные актёры и группа выпускников КазНАИ им. Т. Жургенова, которая и составила основу труппы. 12 января 2012 года театр переехал в новое современное здание. Директор театра — Зауатбек Асхат Мұратұлы 

## Труппа
1. Есенгулов Кайыпберген — обладатель знака «Мәдениет қайраткері»
2. Есенгулова Шахарбанум — Заслуженная артистка Республики Казахстан
3. Иманов Кабдул-Мажит Сундетович — обладатель знака «Мәдениет қайраткері»
4. Бегайдаров Коныспек Берманович — Заслуженный деятель РК
5. Мусилова Шара — обладатель знака «Мәдениет қайраткері»
6. Бегайдаров Олжас Конысбекович — лауреат республиканского фестиваля театров и др.

## Награды и премии
- 2001 год — за лучшую мужскую роль на Республиканском театральном фестивале (Петропавловск) награждён актёр Конысбек Бегайдаров;
- 2003 год — на фестивале, посвященном 70-летию Сакена Жунусова (Петропавловск), награждены в номинациях «За лучшую мужскую роль» — артист Асылболат Исмагулов, «За лучшую женскую роль» — актриса Акмарал Касымова;
- 2005 год — на XIII Республиканском фестивале (Кызылорда) в номинации «За лучшую женскую роль» победила актриса Замзагуль Балтабаева;
- 2007 год — театр награждён дипломом на фестивале, посвященном 100-летию Шаяхмета Кусаинова (Кокшетау);
- 2008 год — театр награждён денежной премией и грамотой на XVI Республиканском фестивале, посвященном 80-летию Нурмухана Жантурина (Актау);
- 2010 год — Асель Шакиржанова стала обладательницей премии «Окрыленная женщина» общественного признания достижений женщин Костанайской области;
- 2010 год — Замзагуль Бегайдарова заняла второе место на республиканском смотре актёров-певцов, посвященном 110-летию Исы Байзакова (Павлодар);
- 2012 год — на XII Республиканском театральном фестивале, посвященном 80-летию Азербайжана Мамбетова (Уральск), в номинации «За лучшую мужскую роль второго плана» награждён Олжас Бегайдаров;
- 2017 год — на XX Международном фестивале творческой молодежи «Шабыт» (Астана) в номинации «За актёрское мастерство» победил Кубаш Молдир;
- 2018 год — на Международном театральном фестивале имени Жаната Хаджиева (Жезказган) присуждена награда в номинации «За лучшую мужскую роль» Олжасу Бегайдарову.

## Текущий репертуар
1. «Дала шамшырағы» авт. Т.А Коныратбай
2. «Дуэль» (Судағы із…) авт. М. Баджиев
3. «Годоны күте-күте» авт. С.Беккет
4. «Құс жолы» авт. Ч.Айтматов
5. «Женитьба» авт. Н.В Гоголь
6. «Миржакып» авт. Казыгул
7. «Ромео мен Джульетта» авт. У. Шекспир
8. «Ақжігіт асулары» авт. Н.Садир
9. «Әнім сен едің»
10. «Тіл табысқандар» авт. М.Байжиев
11. «Әке тағдыры» авт. Б.Жакиев
12. «Күшік күйеу» авт. Т.Ахтанов
13. «Бүлдірген біз бе?» авт. А. Айларов
14. «Жоғалған адам» авт. Е.Домбаев
15. «Құдалар» авт. М.Байжиев
16. «Мұңмен алысқан адам» авт. Ж.Алмашович
17. «Өкініш» авт. А.Шаяхметов
18. «Боздаған бойдақтар» авт. Е.Толеубай
19. «№ 13»
20. «Цилиндр» авт. Эдуардо Де Филиппо
21. «Ақбас бүркіт» авт. С.Досанов
22. «Қасірет» авт. Е.Толеубай и др.